# Leisi
Leisi (in tedesco Laisberg) era un comune rurale dell'Estonia occidentale, nella contea di Saaremaa. Il centro amministrativo era l'omonimo borgo (in estone alevik).
È stato soppresso nel 2017 in seguito alla fusione di tutti i comuni dell'isola nel nuovo comune di Saaremaa.

## Località
Oltre al capoluogo, il comune comprende 53 località (in estone küla).